# Iron River, Wisconsin
Iron River är en ort i Bayfield County i Wisconsin i USA.